# Per-Erik Moraeus
Per-Erik ("Perra") Moraeus, född 10 juni 1950 i Orsa församling, är en svensk musiker, utbildad på Musikhögskolan i Göteborg. Han är bror till Olle och Kalle Moraeus. Per-Erik Moraeus spelar fiol, klarinett, saxofon, spilåpipa samt diverse flöjter och arbetar som musiklärare i Orsa – han undervisar enligt Suzukimetoden främst i fiol och träblåsinstrument. Moraeus är medlem i grupperna Orsa spelmän och Benny Anderssons orkester (BAO). Han har skrivit den kända melodin "Koppången" (inspirerad av våtmarken med samma namn), som senare fått text av Py Bäckman.